# Кудрявка (Одесская область)
Кудрявка (укр. Кудрявка) — село, относится к Березовскому району Одесской области Украины.
Население по переписи 2001 года составляло 271 человек. Почтовый индекс — 67310. Телефонный код — 4856. Занимает площадь 1,256 км². Код КОАТУУ — 5121286103.

## Местный совет
67310, Одесская обл., Березовский р-н, с. Яснополье